# Трубат
Труба́т (фр. Troubat, окс. Trobath) — коммуна во Франции, находится в регионе Юг — Пиренеи. Департамент — Верхние Пиренеи. Входит в состав кантона Молеон-Барус. Округ коммуны — Баньер-де-Бигор.
Код INSEE коммуны — 65453.

## География
Коммуна расположена приблизительно в 670 км к югу от Парижа, в 100 км юго-западнее Тулузы, в 50 км к юго-востоку от Тарба.
На западе коммуны протекает река Урс. Большую часть территории коммуны занимают леса.

## Климат
Климат умеренно-океанический с солнечной тёплой погодой и обильными осадками на протяжении практически всего года.

## Население
Население коммуны на 2010 год составляло 58 человек.
| 1962 | 1968 | 1975 | 1982 | 1990 | 1999 | 2010 |
| ---- | ---- | ---- | ---- | ---- | ---- | ---- |
| 78   | 77   | 51   | 41   | 35   | 53   | 58   |

## Администрация
| Период | Период | Фамилия    | Партия | Примечания |
| ------ | ------ | ---------- | ------ | ---------- |
| 1989   | 2020   | Ален Порте |        |            |

## Экономика
В 2010 году среди 31 человек трудоспособного возраста (15-64 лет) 27 были экономически активными, 4 — неактивными (показатель активности — 87,1 %, в 1999 году было 78,8 %). Из 27 активных жителей работали 23 человека (12 мужчин и 11 женщин), безработных было 4 (1 мужчина и 3 женщины). Среди 4 неактивных 1 человек был учеником или студентом, 1 — пенсионером, 2 были неактивными по другим причинам.

## Достопримечательности
- Церковь Св. Петра
- Пещеры Трубат[фр.]

## Фотогалерея

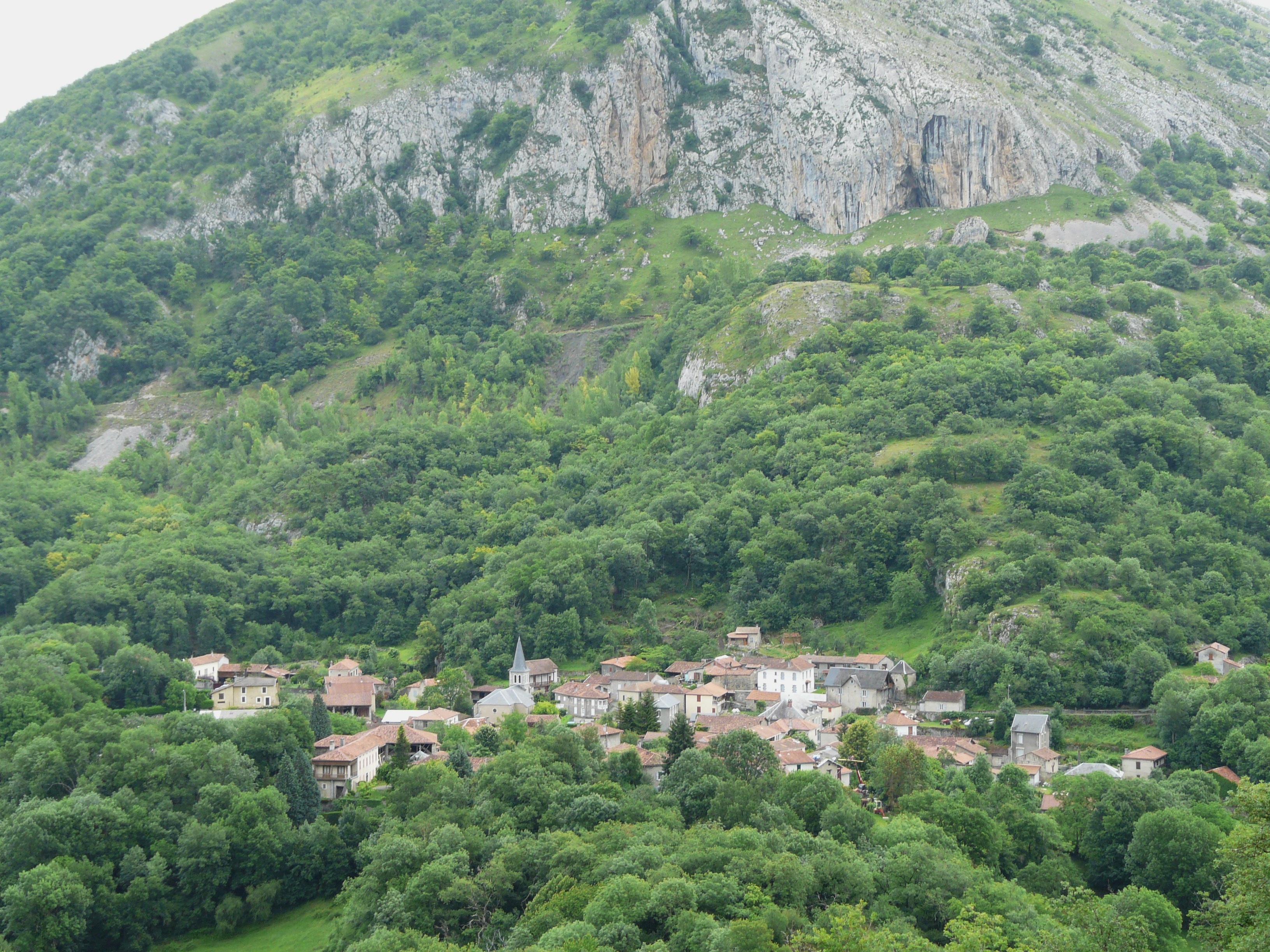
Трубат
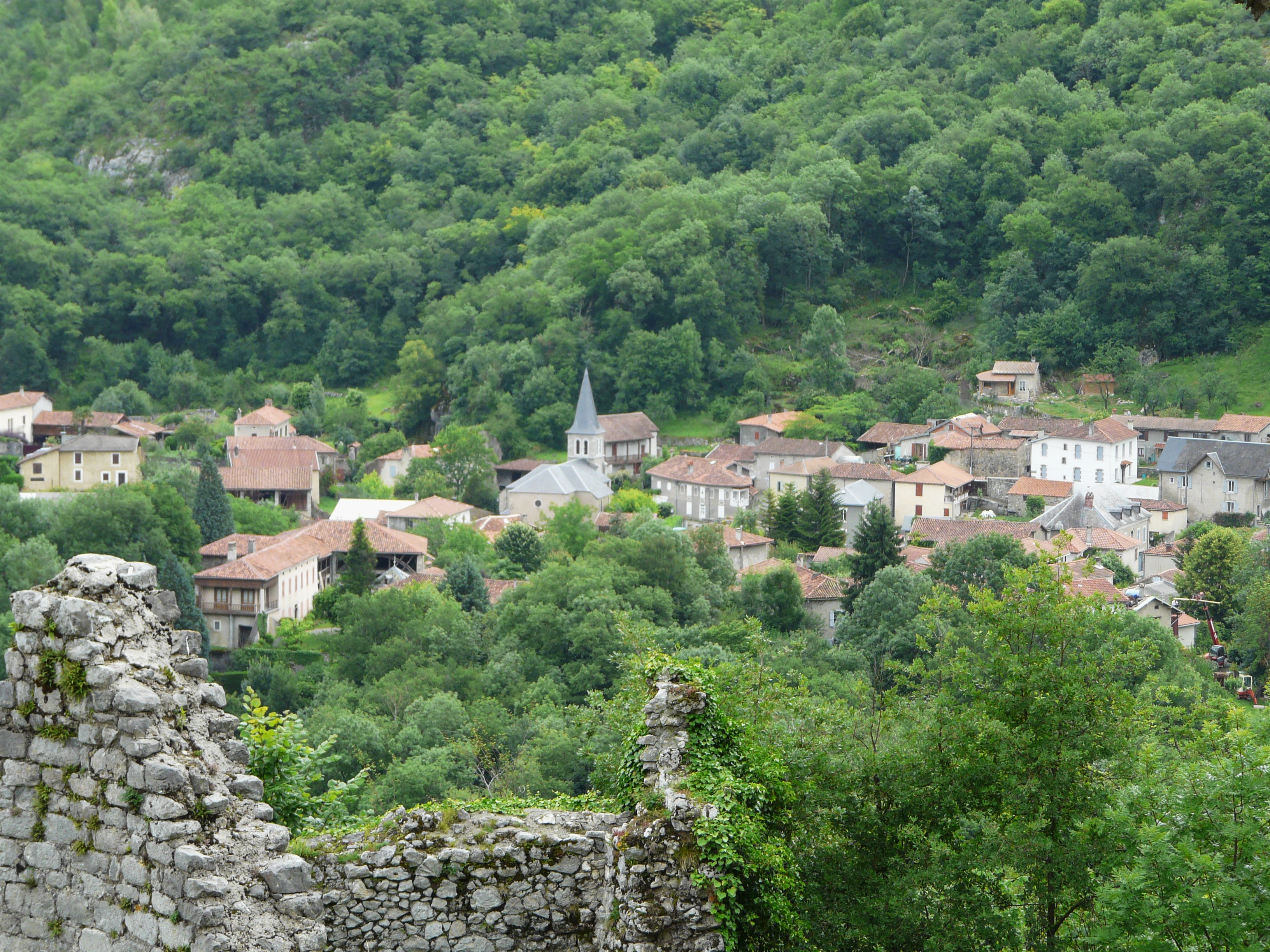
Трубат
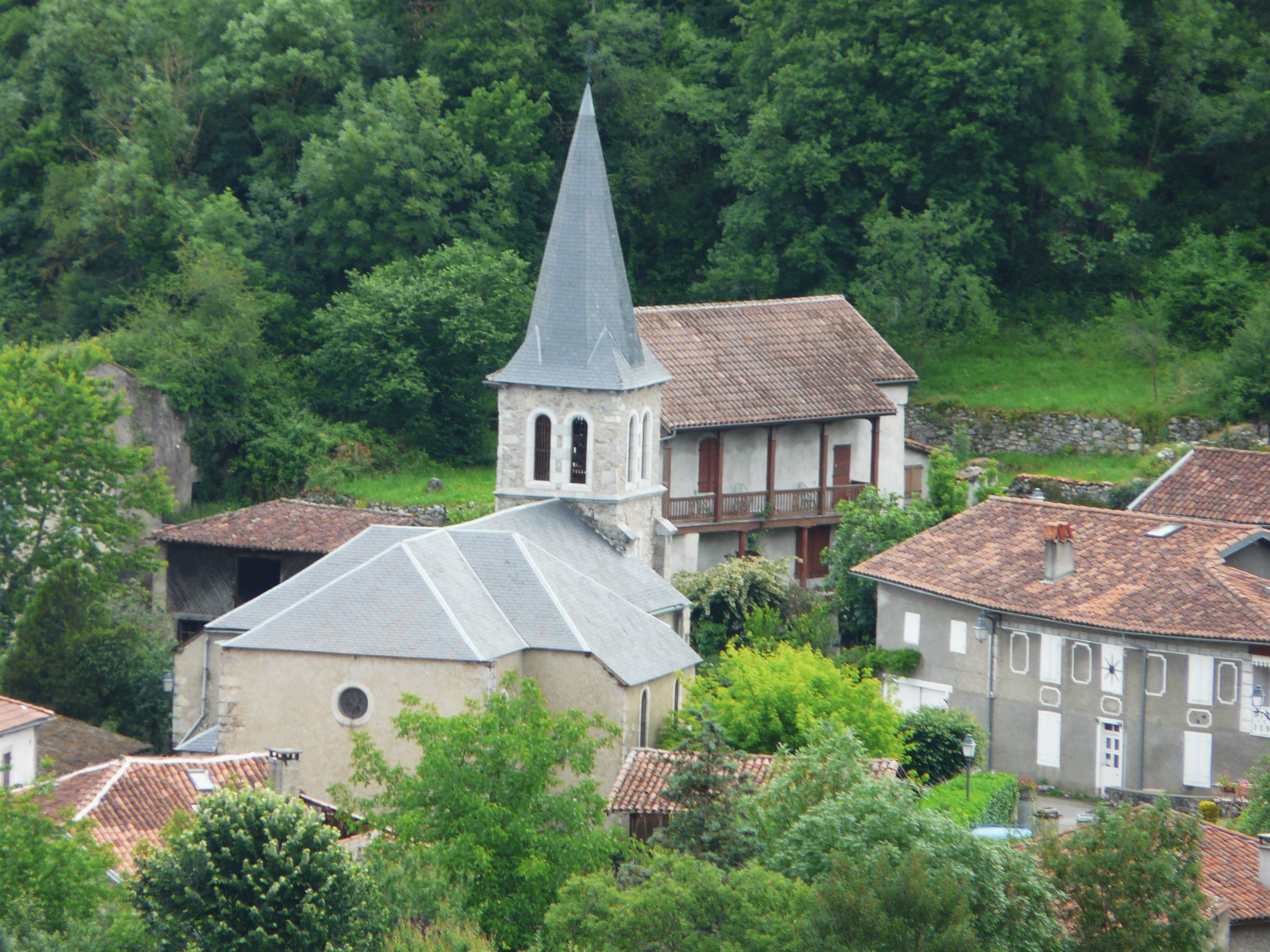
Церковь Св. Петра
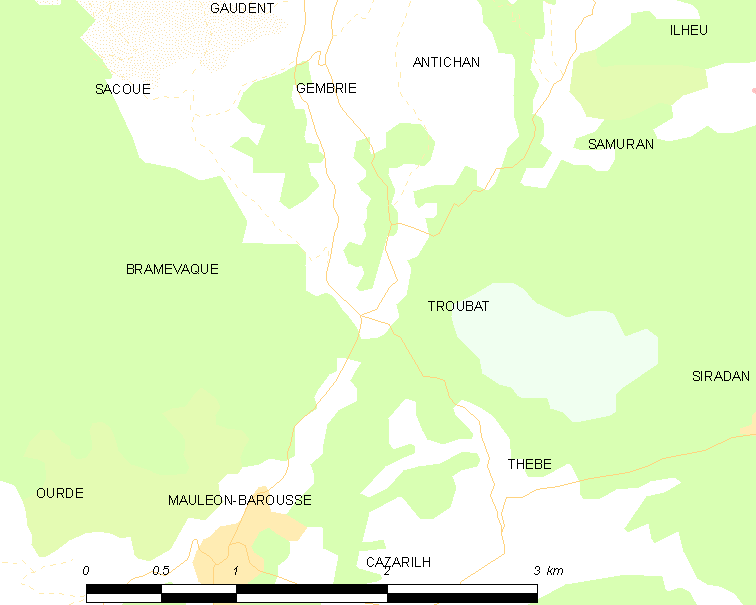
Карта коммуны